# Good Morning England
Pour plus de détails, voir Fiche technique et Distribution.
Good Morning England ou Radio-Pirate au Québec (The Boat That Rocked) est un film germano-franco-britannique  écrit et réalisé par Richard Curtis, sorti en 2009.
Largement basé sur l'histoire de Radio Caroline, Good Morning England raconte celle, en 1966, d'une radio pirate fictive et de son équipage de disc-jockeys éclectiques, qui diffusent du rock 'n' roll et de la musique pop au Royaume-Uni à partir d'un navire ancré dans la Mer du Nord, tandis qu'ils sont confrontés aux efforts du gouvernement britannique afin de les stopper. Il est produit par Working Title Films pour Universal Pictures et a été filmé sur l'île de Portland et aux Studios de Shepperton, au Royaume-Uni.
Sorti en salles le 1er avril 2009, Good Morning England a rencontré un échec commercial au box-office britannique, avec seulement 6,1 millions de £ de recettes en douze semaines, soit moins d'un quart de son coût de production, plus de 30 millions de £.

## Synopsis
En 1966, le rock s'impose dans le monde, et notamment au Royaume-Uni. Pourtant, la BBC diffuse moins de 45 minutes quotidiennes de ce nouveau son. Radio Rock, une radio pirate, diffuse ses programmes depuis un bateau naviguant dans les eaux internationales de la mer du Nord, au large de la côte anglaise. Le gouvernement britannique est bien décidé à réduire ces voix dissidentes au silence, mais ces incroyables disc jockeys ne comptent pas se laisser faire. Quand ils occupent l'antenne avec de la drogue et du rock'n'roll, près d'un Anglais sur deux est à l'écoute.
Durant cette période, le patron de Radio Rock accueille son neveu Carl à bord du bateau, lui faisant découvrir son univers dans la bonne humeur tout en lui fournissant des réponses aux grandes questions de l'existence. le gouvernement tente d'assécher les annonceurs soutenant la radio, mais celle-ci réplique en demandant à l'animateur star Gavin de revenir (ce qui provoquera une petite guerre entre ce dernier et l'autre animateur en poste qui ne dure pas très longtemps). Le gouvernement propose la création du Marine, &c., Broadcasting (Offences) Act 1967, rendant illégales les stations de radio pirates au motif qu’elles mettent en danger la communication avec d’autres navires. Malgré un fort soutien public pour les stations pirates, la loi est adoptée à l’unanimité par le Parlement et entre en vigueur à minuit le 1er janvier 1967. Tous les DJ refusent d'arrêter la diffusion de la radio lors du nouvel an 1967. Les autorités lancent ainsi la traque de la radio désormais illégale, mais le bateau se met à couler dans la fuite et l'équipage est en panique mais il est sauvé par ses auditeurs venus à la rescousse.

## Personnages
- Le Comte : Venu des États-Unis après le départ de Gavin Kavanagh pour endosser le rôle de « star DJ », le Comte, qui se dit lui-même « Comte du Cool », a un ego sur-dimensionné, un penchant prononcé pour l'alcool et les femmes, une audace à toute épreuve et un certain vertige.
- Quentin : Quentin est le patron de Radio Rock . Il gère à la fois les finances, les relations avec l'équipe technique de la station ainsi que les relations Business to business avec l'extérieur (notamment les annonceurs).
- Gavin Kavanagh : Gavin est parti aux États-Unis pendant deux ans à la suite de problèmes d'alcoolisme. Au summum de l'excentricité, il est invité à revenir sur le bateau Radio Rock pour relancer l'audience avec des morceaux et des commentaires explicites, au risque de faire de l'ombre au Comte.
- Dr Dave : Dave est un DJ populaire grâce à son ton sarcastique et son esprit joueur, et est très populaire parmi la gent féminine malgré son importante surcharge pondérale.
- Carl : Carl est le filleul de Quentin. Sa mère (Emma Thompson) l'envoie sur le bateau pour lui remettre les idées en place après qu'il s'est fait renvoyer du lycée, sans savoir ce qui l'attend sur le navire.
- Simon « le Simple » Swafford (VO : Simple Simon Swafford) : Simon est le DJ qui présente chaque semaine le hit parade. Il semble être le seul DJ à porter de l'intérêt au grand et unique amour.
- Angus « le Gugusse » Knutsford (VO : Angus « the Nuts » Knutsford)  : Angus est selon l'avis général sur le bateau le type le plus agaçant du monde. Blagueur et tête de turc de l'équipe, Angus est un grand angoissé qui aime à passer régulièrement les titres des Seekers, avec son complice Harold.
- Bob : Mystérieux DJ hippie de la nuit, Bob opère de trois à six heures du matin. Il passe le reste du temps avec ses disques, dans sa chambre et sous substances, ce qui fait qu'il est peu connu des autres membres de l'équipage — certains ignoraient jusqu'à sa présence à bord.
- Mark, le noctambule (VO : Midnight Mark) : Selon Quentin, il est l'homme le plus sexy de la planète. Il parle peu, très peu, mais parvient à séduire la plupart des filles qui passent sur le bateau, ce qui fait de lui une légende sexuelle. Il apparait ainsi entouré de demoiselles dans une parodie de la pochette d'Electric Ladyland (édition UK) pourtant sorti seulement en 1968.
- John : Présentateur des informations et de la météo, John est souvent moqué pour son sérieux et son absence de vie sexuelle.
- Kevin le cerveau (VO : Thick Kevin) : Kevin le Cerveau est l'homme le plus stupide de Grande-Bretagne. Il possède une mémoire très relative, allant jusqu'à se déguiser en lapin pour Noël.
- Félicity : Pas toujours considérée comme une femme par ses pairs, Félicity est une lesbienne qui officie en tant que cuistot sur le bateau.
- Dormandy : Représentant ultra-rigide de la Chambre des Communes, il a juré la perte de la Radio Pirate préférée des Britanniques.
- M. Troudebal (VO : Mr Twatt) : Cet homme rigide dont le nom a été traduit par « Troud'balle » (Twat signifie con en anglais - dans le sens sexe féminin), est le bras droit de Dormandy et est chargé de trouver tous les moyens de nuire à Radio Rock.

## Fiche technique
- Titre original : The Boat That Rocked
- Titre français : Good Morning England
- Titre québécois : Radio-Pirate
- Titre allemand : Radio Rock Revolution
- Réalisation et scénario : Richard Curtis
- Décors : Dominic Capone
- Costumes : Joanna Johnston
- Photographie : Danny Cohen
- Montage : Emma E. Hickox (en)
- Production : Richard Curtis, Tim Bevan, Eric Fellner, Hilary Bevan Jones (en)
- Sociétés de production : Working Title Films - Medienproduktion Prometheus Filmgesellschaft
- Société de distribution : Studiocanal (France)
- Pays d'origine :  Royaume-Uni,  Allemagne et  France
- Langue originale : anglais (ainsi que quelques rares phrases en français)
- Format : 2,35:1 CinemaScope - couleur
- Genre : comédie
- Durée : 135 minutes
- Dates de sortie :
  - Royaume-Uni : 1er avril 2009
  - Allemagne : 16 avril 2009
  - Belgique, France : 6 mai 2009
  - Québec : 13 novembre 2009
- Mention CNC : tous publics, art et essai (visa d'exploitation no 121880 délivrée le 15 avril 2009)[1]

## Distribution
- Tom Sturridge (VF : Paolo Domingo) : Carl
- Philip Seymour Hoffman (VF : Marc Alfos) : le « Comte »
- Bill Nighy (VF : Georges Claisse) : Quentin, le patron de Radio Rock, parrain de Carl
- Rhys Ifans (VF : Jean-Michel Fête) : Gavin Kavanagh
- Nick Frost (VF : Alexis Victor) : Dr Dave
- Talulah Riley : Marianne, la nièce de Quentin
- Rhys Darby (VF : Laurent Natrella) : Angus Knutsford « le gugusse »
- Chris O'Dowd (VF : Dimitri Rataud) : Simon Swafford « le simple »
- Tom Brooke : Kevin « le cerveau »
- Katherine Parkinson : Felicity, la cuisinière lesbienne
- Tom Wisdom : Mark « le noctambule »
- Ralph Brown (VF : Alain Lenglet) : Bob « le calme », DJ des heures du petit matin
- Jack Davenport (VF : Christian Gonon) : Troud'balle (Twatt en v.o.)
- Kenneth Branagh (VF : François Marthouret) : Sir Alistair Dormandy, le ministre
- Emma Thompson (VF : Frédérique Tirmont) : Charlotte, la mère de Carl
- Gemma Arterton (VF : Ludmila Ruoso) : Desiree
- Will Adamsdale (VF : Adrien Larmande) : John, le chroniqueur actualités et météo
- January Jones : Elenore, « la licorne en nuisette »
- Sinead Matthews : Miss C. (Miss Clitt)
- Francesca Longrigg : Mrs. Dormandy, la femme du ministre
- Amanda Fairbank-Hynes : Jemima Dormandy, la fille du ministre
- Olegar Fedoro : le Capitaine du Rock Boat
- Stephen Moore : le Premier ministre Harold Wilson
- Laurence Richardson : Nathan
- Olivia Llewellyn : Margaret, qui tombe amoureuse de Felicity
- Caroline Boulton : la Fan de Carl
- Ike Hamilton : Harold
- Kristofer Gummerus : un Membre d'équipage suédois
- Duncan Foster : un Membre d'équipage suédois

Sources et légende : Version Française (VF)  sur RS Doublage et AlloDoublage

## Production

### Genèse et développement

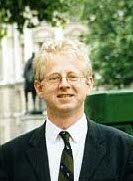
Richard Curtis, réalisateur et scénariste de Good Morning England.

Afin d'écrire le scénario de Good Morning England, Richard Curtis a puisé dans ses souvenirs d'enfance, lorsque à la fin des années 1960, jeune garçon, il écoutait très tard le soir des radios pirates émettant depuis des bateaux et plates-formes maritimes ancrées au-delà des eaux territoriales du Royaume-Uni. À l'époque, ces radios qui diffusaient du rock 'n' roll et de la musique pop 24 heures sur 24 rencontraient un large public, alors que les radios traditionnelles, tels que la BBC, n'en diffusaient que deux heures par semaine et de nuit, en raison de la réputation que ces genres musicaux avaient à une époque encore puritaine. Toutefois, le gouvernement britannique de l'époque voulait interdire l'émission de ces radios pirates. Curtis s'est également inspiré des comédies M.A.S.H de Robert Altman et American College de John Landis par la simplicité et l'absence de formalisme dans sa structure pour le premier et avec ses plaisanteries et ses répliques insolentes pour le second pour créer l'esprit de camaraderie masculine et de situations comiques qu’il imaginait sur ces bateaux évoluant au large.
En partant des questions qu'il se posait au moment de l'écriture et de ses souvenirs, Curtis écrit une histoire de passage à l'âge adulte centrée sur Carl, jeune homme de dix-huit ans encore puceau parti vivre avec son parrain dans un de ses bateaux hors-la-loi après avoir été viré de son lycée et des réponses aux grandes et aux petites questions de la vie.
Une fois le scénario achevé, Curtis le propose à ses fidèles collaborateurs, les producteurs Tim Bevan et Eric Fellner, qui furent intéressés car selon Fellner, « la musique, l’époque, l’histoire et tout ce qu’il y avait dans ce scénario nous intéressaient au plus haut point », ajoutant que Bevan et lui, « tout le monde chez Working Title », ont « l’immense chance de partager avec Richard une relation de travail qui dure depuis quinze ans », trouvant que c'est « toujours très excitant de faire un film avec lui » car « c'est quelqu’un de très charismatique et d’incroyablement créatif ». La productrice Hilary Bevan Jones, ayant aussi travaillé avec le réalisateur et scénariste, est également tombée sous le charme du script. L'équipe obtient le feu vert et Good Morning England sera produit par Universal Pictures et Working Title Films, en association avec la société française StudioCanal, ainsi que trois autres sociétés de production, deux britanniques et une allemande.

### Attribution des rôles
Pour le rôle central de Carl, plus de 60 comédiens furent auditionnés, avant que le jeune acteur londonien Tom Sturridge soit choisi, en raison de « la nonchalance » et « cette familiarité détendue » que cherchait Curtis. Le personnage du Comte, DJ américain inspiré par President Rosko,, est incarné par l'acteur Philip Seymour Hoffman, qui a été impressionné par la manière dont l'auteur a fait de son rôle un symbole de rébellion de l'époque, ajoutant que le Comte « est de ces hommes qui considèrent comme leur foyer l’endroit où ils sont libres de faire ce qu’ils veulent » et que « pour lui, tout ce qui compte, c’est d’être DJ ». Il ajoute qu'« il pourrait l’être n’importe où ailleurs que sur ce bateau », qu'il « permet à des millions de personnes d’écouter les chansons qui le font vibrer » et qu'« il est celui par qui la musique passe pour atteindre les gens, et il considère le rock comme un véritable remède ». Bill Nighy, qui a travaillé avec Curtis, accepta le rôle de Quentin, patron du bateau pirate Radio Rock, avant même d'avoir lu le scénario, en raison de son admiration pour le travail de Curtis. Afin d'incarner Gavin Kavanagh, DJ rival du Comte, la production choisit Rhys Ifans car il fallait un « acteur capable de rivaliser avec le Comte », selon Emma Bevan Jones, qui ajoute qu'Ifans « était parfait pour le rôle » et qu'il a « du magnétisme à revendre ». Compère de Simon Pegg, Nick Frost est choisi pour le rôle de Dave, un DJ charismatique. Parmi les autres disc-jockey qui figurent dans le long-métrage, les acteurs choisis sont entre autres Chris O'Dowd, vu dans The IT Crowd, qui tient le rôle de Simon, un garçon gentil et naïf, Ralph Brown et Rhys Darby.
Pour le rôle du ministre Dormandy, principal antagoniste de l'histoire, le choix s'est porté sur Kenneth Branagh. Branagh et Curtis se sont plusieurs fois croisés par le passé, sans avoir jamais tourné ensemble. Branagh est séduit par l'aspect comédie chorale et la qualité du scénario, notant qu'« on ressent fortement les puissances du mal dans l’histoire, et il y a là une satire sociale discrète mais pertinente sur un tournant crucial de l’évolution de notre société » et ajoute que Curtis « a l’art d’observer cela de façon amusante et divertissante à travers l’impact d’une radio pirate » et qu'« il a su transcrire l’esprit d’une anarchie délicieusement drôle dans son film ». Selon Branagh, « cela sautait aux yeux » à la lecture.
Parmi les seconds rôles, on retrouve notamment Katherine Parkinson, vue dans The IT Crowd, qui tient le rôle de la cuisinière lesbienne du bateau, ainsi que l'actrice américaine January Jones – qui avait déjà tourné sous la direction de Curtis dans Love Actually et connue pour son rôle dans la série Mad Men – qui joue Elenore, la petite amie de Simon, Talulah Riley, vue dans Orgueil et Préjugés, incarne Marianne, la nièce de Quentin dont Carl est amoureux. On retrouve aussi Jack Davenport, vu dans le rôle de Norrington dans Pirates des Caraïbes, prêtant ses traits au sbire zélé de Dormandy.

### Tournage

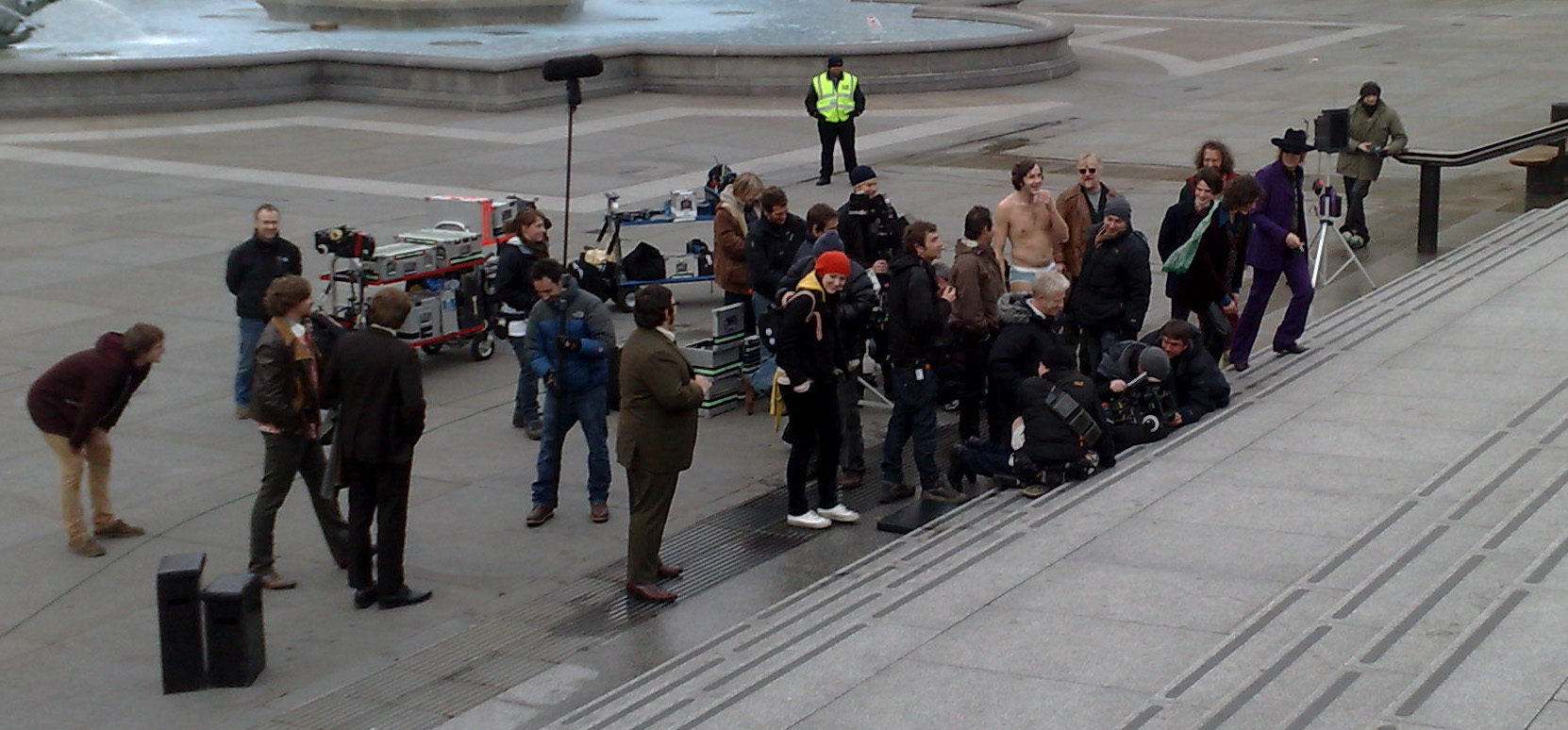
Tournage d'une scène du film à Trafalgar Square (avril 2008).

Le tournage de Good Morning England s'est déroulé du 3 mars au 18 juin 2008 sur l'ancien navire-hôpital néerlandais Timor Challenger, anciennement appelé De Hoop, amarré dans le port de Portland. Les scènes du North Sea ont été tournées au large de la côte de Dunbar, situé à East Lothian, tandis que les plans de l'intérieur du bateau ont été filmés à l'intérieur d'un entrepôt à Osprey Quay, sur l'île de Portland et aux studios de Shepperton,. Le tournage s'est également déroulé à Squerryes Court pour les scènes de la maison du ministre Dormandy. Le coût de production du long-métrage a dépassé les 30 millions de £.

## Musique
1. Bert Kaempfert – Gemma
2. Van Morrison – Here Comes the Night
3. Aaron Neville – Tell It Like It Is
4. Françoise Hardy – All Over the World
5. Lulu – To Sir With Love
6. Donovan – Sunshine Superman
7. The Rolling Stones – Jumpin' Jack Flash (Anachronisme : enregistrée en 1968)
8. The Crazy World of Arthur Brown – Fire (Anachronisme : enregistrée en 1968)
9. The Yardbirds – For Your Love
10. The Seekers – A World Of Our Own (Anachronisme : la séparation du groupe évoquée dans le film censé se dérouler en 1966 n'a lieu qu'en 1968 !)
11. The Seekers – Georgy Girl
12. The Young Rascals – Groovin' (Anachronisme : sortie en 1967)
13. Leonard Cohen – So Long, Marianne (Anachronisme : enregistrée en 1968)
14. The Small Faces – Lazy Sunday (Anachronisme : sorti en 1968)
15. Ennio Morricone – Per qualche dollaro in piu (Et pour quelques dollars de plus)
16. The Beach Boys – Little Saint Nick
17. Darlene Love – Christmas, Baby Please Come Home
18. Sandie Shaw – Girl Don't Come
19. Edward Elgar – Variation IX (Adagio) "Nimrod"
20. The Rolling Stones – Let's Spend the Night Together (Anachronisme : la chanson sort dix jours plus tard)
21. Eric Coates – Dambusters March
22. The Who – Won't Get Fooled Again (Anachronisme : enregistrée en 1971)
23. Hans Zimmer & Lorne Balfe – Sink or Swim

### Bande originale
La musique du film reprend de nombreux standards du rock. Bien que se déroulant en 1966, les chansons présentes dans le film sont souvent anachroniques, étant sorties en 1967, 1968 ou ultérieurement.

#### Disque 1
1. Duffy – Stay With Me Baby (reprise de Lorraine Ellison, enregistré en 2010)
2. The Kinks – All Day and All of the Night
3. The Turtles – Elenore (Anachronisme : sortie en 1968)
4. John Fred & His Playboy Band – Judy in Disguise (Anachronisme : enregistrée en 1968)
5. Martha and the Vandellas – Dancing in the Street
6. The Beach Boys – Wouldn't It Be Nice
7. Smokey Robinson – Ooo Baby Baby
8. Herb Alpert & The Tijuana Brass – This Guy's in Love With You
9. Tommy James & The Shondells – Crimson and Clover (Anachronisme : enregistrée en 1968)
10. Jeff Beck – Hi Ho Silver Lining
11. The Who – I Can See for Miles (Anachronisme : enregistrée en 1967)
12. The Troggs – With a Girl Like You
13. The Box Tops – The Letter (Anachronisme : enregistrée en 1967)
14. The Hollies – I'm Alive
15. Chris Andrews – Yesterday Man
16. Paul Jones – I've Been a Bad Bad Boy
17. The Tremeloes – Silence Is Golden
18. Skeeter Davis – The End of the World

#### Disque 2
1. The Easybeats – Friday on My Mind
2. The Who – My Generation
3. Cream – I Feel Free
4. Jimi Hendrix – The Wind Cries Mary (Anachronisme : dans le film, la chanson est diffusée entre Noël 1966 et le jour de l'an de 1967, or la chanson a été enregistrée en 1967)
5. Procol Harum – A Whiter Shade of Pale (Anachronisme : enregistrée en 1967)
6. Otis Redding – These Arms of Mine
7. Jr. Walker & The All Stars – Cleo's Mood
8. The Supremes – The Happening
9. The Turtles – She'd Rather Be With Me
10. The Bystanders – 98.6
11. The Kinks – Sunny Afternoon
12. Cat Stevens – Father and Son (Anachronisme : enregistrée en 1970)
13. The Moody Blues – Nights in White Satin (Anachronisme : enregistrée en 1967)
14. Dusty Springfield – You Don't Have to Say You Love Me
15. Lorraine Ellison – Stay With Me (Baby)
16. The McCoys – Hang on Sloopy
17. The Isley Brothers – This Old Heart of Mine (Is Weak for You)
18. David Bowie – Let's Dance enregistrée en 1983, à la toute fin du film signifiant le futur du rock

## Accueil

### Critiques
Dès sa sortie en salles dans les pays anglophones, Good Morning England a rencontré un accueil critique mitigé de la part des professionnels : 61 % des 157 commentaires collectés sur le site Rotten Tomatoes sont positives, pour une moyenne de 5,6⁄10. Le site Metacritic lui attribue un score de 58⁄100, sur 31 commentaires collectés. Toutefois, en France, l'accueil critique de Good Morning England est positif, puisque le site AlloCiné, lui attribue une moyenne de 3,7⁄5, pour 18 commentaires collectés.

### Box-office
Sorti le 1er avril 2009 au Royaume-Uni dans 462 salles, Good Morning England n'est parvenu à engranger au cours des douze semaines de présence à l'affiche, qu'un total de 10 125 727 $ (6,1 millions de £), soit moins d'un quart de son coût de production.
Sorti en France le 6 mai 2009 dans 291 salles, Good Morning England démarre en sixième position du box-office pour sa première semaine avec 182 517 entrées, soit près de 108 000 entrées de moins que la précédente réalisation de Richard Curtis, Love Actually, qui, lors de sa première semaine en salle, cinq ans auparavant, se classait à la troisième place du box-office en ayant totalisé 290 429 entrées, pour une combinaison de 344 salles. En seconde semaine, le long-métrage perd une place, tout en ayant enregistré 161 035 entrées, portant le cumul à 343 552 entrées. Il atteint le demi-million d'entrées en quatrième semaine, bien que perdant peu à peu des salles. Resté à l'affiche sur la durée (soit 33 semaines), Good Morning England a totalisé 868 531 entrées.
Lors de sa distribution aux États-Unis dans 882 salles le 15 novembre 2009 (la combinaison de salles passera à 883 salles la semaine suivante), Good Morning England a enregistré un total de 2 904 380 $ de recettes, ce qui lui permet d'être classé à la onzième position du box-office le week-end de sa sortie, pour une moyenne de 3,293 $ par salles. Il subit une descente de 49,7 % de ses recettes le week-end suivant avec 1 460 592 $, portant le total à 5 184 068 $ totalisés au cours de son exploitation durant le week-end. Finalement, le long-métrage finit avec 8 017 917 $ de recettes après huit semaines de présence en salles.

### Sortie en salles nord-américaine
Après l'échec commercial du film au box-office britannique, Focus Features a commandé une version rééditée pour sa sortie nord-américaine le 13 novembre 2009,. Rebaptisé Pirate Radio, cette version supprime une vingtaine de minutes du montage original après les plaintes de certains critiques en raison de la durée initiale de 135 minutes, jugée excessive. La critique Manohla Dargis du New York Times écrit après la sortie du long-métrage aux États-Unis, que « bourré d'acteurs, de personnages espiègles et recouvert de mélodies invasives, le film est construit pour une visualisation et une écoute plus facile, même si M. Curtis, qui l'a écrit et réalisé, n'a vraiment rien à dire sur ces rebelles pour qui le rock'n'roll était à la fois la poésie et la raison de vivre ».

## Distinctions
Good Morning England est nommé dans cinq catégories au Sannio FilmFest : meilleur film, meilleur acteur pour Philip Seymour Hoffman, meilleur réalisateur pour Richard Curtis, meilleurs décors pour Mark Tildesley et meilleurs costumes pour Joanna Johnston. Il a remporté le prix du meilleur film.